# Remoting
Remoting – interfejs programistyczny umożliwiający komunikację międzyprocesową w .NET Framework.
Remoting różni się od usług WWW tym, że pozwala komunikować się także przez kanał TCP i umożliwia dostosowywanie przekazywanych danych oraz sposobu transportu do własnych potrzeb. Dane można przekazywać również w postaci binarnej, czego nie można robić w przypadku usług WWW. Remoting jest dużo bardziej elastyczny od usług WWW, ale nie może ich zastąpić. 